# Vegas Pro
Vegas Pro (стилизованный под VEGAS Pro, в просторечии называемый Sony Vegas) — программный пакет для редактирования видео для нелинейного монтажа (NLE). Первый выпуск Vegas Beta состоялся 11 июня 1999 года. Программное обеспечение работает в операционной системе Windows.

## Возможности
Vegas Pro предлагает неограниченное количество видео- и аудиодорожек, продвинутые инструменты для обработки звука, поддержку многоканального ввода-вывода в режиме полного дуплекса (для вывода сигнала можно задействовать 26 физических выходов с независимой шиной микширования на каждом), ресемплинг в реальном времени, автоматическое создание кроссфейдов, синхронизацию посредством MIDI Time Code и MIDI Clock, дизеринг (с нойс-шейпингом) на выходах подгрупп и 24/32-разрядный звук с частотой дискретизации 192 кГц. Для обработки звука в реальном времени можно установить в разрыв каждой дорожки четырёхполосный параметрический эквалайзер и компрессор, а также использовать 32 посыла на подключаемые модули формата DirectX. Поддерживает частичное перекодирование DV-материала. Внутренние операции выполняются в цветовом пространстве RGB. Во все версии Vegas Pro можно добавить новые спецэффекты и переходы, поддерживающие формат OpenFX (однако это справедливо только для версии 10 и новее), а также аудиоплагины VST.
Кроме того, программа поддерживает и такие современные функции, как работа с несколькими процессорами и двумя мониторами.
Присутствует возможность импорта файлов MPEG/AC3 с DVD-камкордера. Vegas Pro позволяет переносить файлы VOB с AC3 аудиоканалом прямо на таймлайн.
Возможность экспорта готового материала в видеоформаты MPEG-1, MPEG-2, MPEG-4, AVI, QuickTime, RealVideo, Windows Media Video, Ogg, SWF и другие.
Vegas Pro используется для обработки видео- и аудиоконтента, а также, как экзотика, для обработки фото. Также иногда он может использоваться для создания 3D-motion графики. Из-за выше перечисленных возможностей пользуется популярностью для создания RYTP.

## Критика
Пользователи в интернете часто жалуются на нестабильность данного ПО, и на видеохостинге YouTube можно встретить огромное количество видео по решению проблем с неожиданным закрытием программы. Среди авторов и поклонников RYTP, в том числе, из-за данной проблемы окно отправки отчёта об ошибке после вылета стало локальным интернет-мемом, часто использующееся без контекста.
Несмотря на статус ПО как "самого нестабильного", он используется и в профессиональной среде, например для американской передачи Nightline, а также для монтажа фильмов.